# Benadir
Il Benadir (in somalo Banaadir; in arabo بنادر Banādir) è una regione della Somalia (637 km²; 1 650 227 abitanti) con capoluogo Mogadiscio. È occupata quasi interamente dall'agglomerato di Mogadiscio, la capitale della Somalia.

## Storia

### Generalità
Anticamente con il termine Benadir (plurale arabo di Bandar, dall'originario sostantivo persiano che significa "i porti") ci si riferiva a tutta la costa della Somalia, dal Golfo di Aden alla foce del fiume Giuba. In epoca coloniale il termine identificò invece la fascia costiera della Somalia meridionale in cui si trovavano i 4 porti (Mogadiscio, Merca, Brava e Chisimaio) - prima affittati e poi acquistati dall'Italia nel 1889 - per fondarvi la sua seconda colonia, da cui trasse origine la Somalia Italiana.
La regione, geograficamente, è interamente occupata da un'estesa fascia costiera, dalla cittadina di Uarsciek a nord di Mogadiscio fino al fiume Giuba a Sud. 

### Antichità
Da sempre è stata abitata da un popolo multietnico, i Banaadiri, presenti in tutto il Corno d'Africa. Essi annoverano popolazioni autoctone ed immigrate dallo Yemen, in quanto tutta la zona che va dall'Eritrea al fiume Giuba, all'isola di Socotra, apparteneva al Regno di Saba, che controllava entrambe le sponde dello Stretto di Bab el-Mandeb già a partire dal 960 a.C. (epoca della biblica Regina di Saba). La regione era sicuramente nota ai mercanti di Ubar (2800 a.C. - 300 d.C.), nell'attuale Oman e dell'Impero accadico di Sargon il grande (2350 a.C. - 2279 a.C.). I primi documenti che trattano di questa regione sono egizi, in quanto, con ogni probabilità, è questa la regione con cui commerciavano i faraoni e che chiamavano "Punt". Celeberrima è la spedizione commerciale organizzata dalla regina egizia della XVIII dinastia (autoproclamatasi "faraone" nel 1484 a.C.) Hatshepsut (1509 a.C. - 1457 a.C.) nel 1479 a.C.. Probabilmente, questa era anche la zona ove si trovavano le leggendarie "Miniere di re Salomone", nella regione di Ofir, al centro del commercio del Regno d'Israele che, nel porto di Etzion Geber (vicino all'attuale Eilat), vedeva la sede d'una flotta per gli scambi con Arabia ed Africa e, forse, addirittura con l'India (1000 a.C. - 850 a.C.). La regione era nota anche ai commercianti assiri (720 a.C. - 612 a.C.) e - soprattutto - babilonesi (630 a.C. - 500 a.C.). Anche mercanti persiani, greci e romani frequentavano questi empori, tanto che la città di Adulis era situata in un punto imprecisato della costa vicino all'attuale Massaua. La popolazione di Zeila, nella Somalia del Nord, conosciuta come Zelawi, è una popolazione d'origine somala, etiope e araba. Sono noti come popolazione a sé stante fin dai tempi dell'occupazione persiana e degli Arabi del sud (yemeniti). I Zelawi, hanno una storia di commercio marittimo con i Greci, i Romani e con l'India del sud. Vetro lavorato romano è stato trovato nel nordest della Somalia a riprova di questo legame commerciale. Il nordest della Somalia era conosciuto dagli antichi Romani come il "capo delle spezie", ed il fatto è verosimile perché i commercianti indiani avevano portato nella zona le loro spezie in cambio di vetro e d'olio di oliva romano. 

### Medioevo
Il Regno di Saba venne occupato dagli etiopi del Regno di Axum nel 525 d.C. e dai Sasanidi nel 570 d.C. Con l'arrivo degli arabi nel 651 d.C. provocò anche nel Banaadir l'incorporazione della regione nel mondo musulmano (fondazione di Mogadiscio nel 740 d.C.). Mogadiscio era un approdo navale privilegiato per le flotte imperiali cinesi che avevano persino inviato un ambasciatore dalla Cina nel 1416 fino al 1419. Il declino nell'impero arabo si compì dall'arrivo dei Turchi a Zeila nel 1500.

### Dal Rinascimento ai tempi nostri
I portoghesi giunsero alla fine del quindicesimo secolo al séguito di Vasco da Gama, dopo aver intrapreso la circumnavigazione dell'Africa per raggiungere i mercati indiani delle spezie, ed intrapreso una serie d'attacchi lungo le coste somale culminati negli eventi del bombardamento di Mogadiscio nel 1499. Altre città vennero raggiunte dai portoghesi: Brava venne posta sotto giurisdizione e protezione portoghese nel 1503, Zeila messa a fuoco nel 1516, Berbera saccheggiata nel 1518. L'estrema brutalità del dominio portoghese non tardò a far sorgere un movimento indigeno di resistenza. 

### La colonia e poi l'amministrazione fiduciaria italiana post bellica
Il termine "Benadir" figura nei primi francobolli usati dalle Poste Italiane in Somalia nel 1903 quando ancora era amministrata dalla Società Commerciale del Benadir, costituita nel 1898 a Milano da un insieme di società preesistenti. La monetazione era così suddivisa: 100 besa = 16 annas = 1 rupia. Dal 1905, sui francobolli del Benadir fu adoperata la monetazione italiana in Lire e Centesimi. Solo nel 1916 furono sovrastampati francobolli italiani con la parola "Somalia". o "Somalia Italiana" ma, cancellando i valori in Lire e Centesimi, fu sovrastampata la monetazione in besa anna e rupie. Dal novembre del 1925 fu definitivamente introdotta la monetazione italiana. Con l'occupazione dell'Inghilterra, nel 1943, fu introdotta la monetazione in scellini e centesimi che rimase sino al 1950 quando con l'Amministrazione Fiduciaria Italiana, che permase fino al 1960, fu introdotto il "Somalo", diviso in 100 centesimi con scritte in italiano ed arabo. In seguito la Somalia ex italiana fu riunita all'ex Somaliland inglese

## La suddivisione territoriale
La regione del Benadir è suddivisa in 16 distretti:
- Abdiaziz
- Bondhere
- Daynile
- Dharkenley
- Hamar-Jajab
- Hamar-Weyne
- Hodan
- Howl-Wadag
- Huriwaa
- Kaaraan
- Shibis
- Shangaani
- Waabari
- Wadajir
- Wardhiigley
- Yaaqshiid